# Condado de Gaviria
El condado de Gaviria es un título nobiliario español creado el 8 de julio de 1837 por el pretendiente carlista Carlos María Isidro de Borbón —conocido como «Carlos V»— en favor de Pedro de Gaztañaga y Ayesta.
En 1958, durante el gobierno de Francisco Franco, fue reconocido como título del reino a favor de Francisco de Cadenas y Vicent, que se convirtió, de esta forma, en el segundo conde de Gaviria.

## Condes de Gaviria
|                                            | Titular                                    | Periodo                                    |
| Creación por Carlos María Isidro de Borbón | Creación por Carlos María Isidro de Borbón | Creación por Carlos María Isidro de Borbón |
| ------------------------------------------ | ------------------------------------------ | ------------------------------------------ |
| I                                          | Pedro de Gaztañaga y Ayesta                | 1837-¿?                                    |
| Reconocido por Francisco Franco            |                                            |                                            |
| II                                         | Francisco de Cadenas y Vicent              | 1958-                                      |
| III                                        | Francisco de Cadenas y Allende             | 1973-hoy                                   |

## Historia de los condes de Gaviria
- Pedro de Gaztañaga y Ayesta, I conde de Gaviria.

Tras solicitud cursada el 26 de julio de 1956 (BOE del 20 de agosto), un decreto del 21 de febrero de 1958, publicado en el BOE del 13 de marzo de ese mismo año, reconoció a Francisco de Cadenas y Vicent, así como a sus hijos y legítimos sucesores, el derecho a «ostentar y usar el título carlista de Conde de Gaviria», sucediendo:
- Francisco de Cadenas y Vicent (Madrid, 30 de marzo de 1906-¿?), II conde de Gaviria[1] y gran cruz de la Orden del Mérito Aeronáutico con distintivo blanco.[5]

Casó el 24 de junio de 1932, en Madrid, con Elvira Allende y Bofill. El 22 de enero de 1973, tras solicitud cursada el 2 de febrero de 1972 (BOE del día 24 de ese mes) y orden del 8 de mayo siguiente para que se expida la correspondiente carta de sucesión (BOE del 6 de junio), le sucedió su hijo:
- Francisco de Cadenas y Allende (n. en 1933), III conde de Gaviria.

Casó con Marina Peña Paradela.